# Steinbach (Altertheim)
Steinbach ([ˈʃtaɪ̯nˌbax] ⓘ, unterfränkisch: Steebach) ist ein Gemeindeteil der Gemeinde Altertheim im unterfränkischen Landkreis Würzburg in Bayern.

## Geografische Lage
Das Dorf Steinbach liegt im äußersten Südwesten des Altertheimer Gemeindegebiets am Altbach, der hier Welzbach genannt wird. Im Norden und Nordosten beginnt die Gemarkung von Unteraltertheim, mit dem Steinbach über die Staatsstraße 2297 verbunden ist. Westlich befindet sich die Siedlung Am Niederhofen. Die Steinbacher Gemarkung ragt im Süden weit nach Baden-Württemberg hinein, dort liegt der Weiler Quelläcker. Westlich des Dorfes beginnt die Gemarkung des Werbacher Ortsteils Wenkheim im Main-Tauber-Kreis in Baden-Württemberg.

## Geschichte
Steinbach entstand zunächst als Rittergut, das zum Stift Magdeburg gehörte. Noch im 14. Jahrhundert bildete das Gut den Dorfmittelpunkt. Im Jahr 1414 erwarben die Ritter von Wenkheim den Ort und der Gutshof verlor seine Rolle als Herrschaftssitz. 1589 kaufte Graf Heinrich IV. zu Castell das Dorf. Steinbach wurde Teil der Remlinger Landesportion der Grafschaft Castell. Bis zum Beginn des 19. Jahrhunderts blieb der Ort Teil der Grafschaft.
Die Grafen zu Castell führten wohl auch die Reformation in Steinbach ein. Graf Heinrich IV. gelang es, das katholische Würzburger Domkapitel davon zu überzeugen, die Seelsorge seiner Neuerwerbung dem evangelischen Pfarrer von Unteraltertheim zu übertragen. Zu diesem Zeitpunkt gab es eine kleine Kapelle in dem Ort. Die Grafen zu Castell führten auch eine umfassende Dorfordnung ein, die in Teilen sehr modern war.

## Baudenkmäler
Von der ehemaligen, mittelalterlichen Kapelle sind keine Überreste mehr zu sehen, das Bayerische Landesamt für Denkmalpflege ordnet die untertägigen Reste als Bodendenkmal ein. Der Straßenname „Schloßberg“ verweist auf den ebenfalls heute nicht mehr sichtbaren Herrschaftssitz. Baudenkmäler im Ort sind eine alte Brücke aus dem 18. Jahrhundert und ein Torhaus aus dem Jahr 1852. Ebenfalls aus dem 19. Jahrhundert stammen zwei Wohnhäuser, von denen eines als Gasthaus genannt wurde.

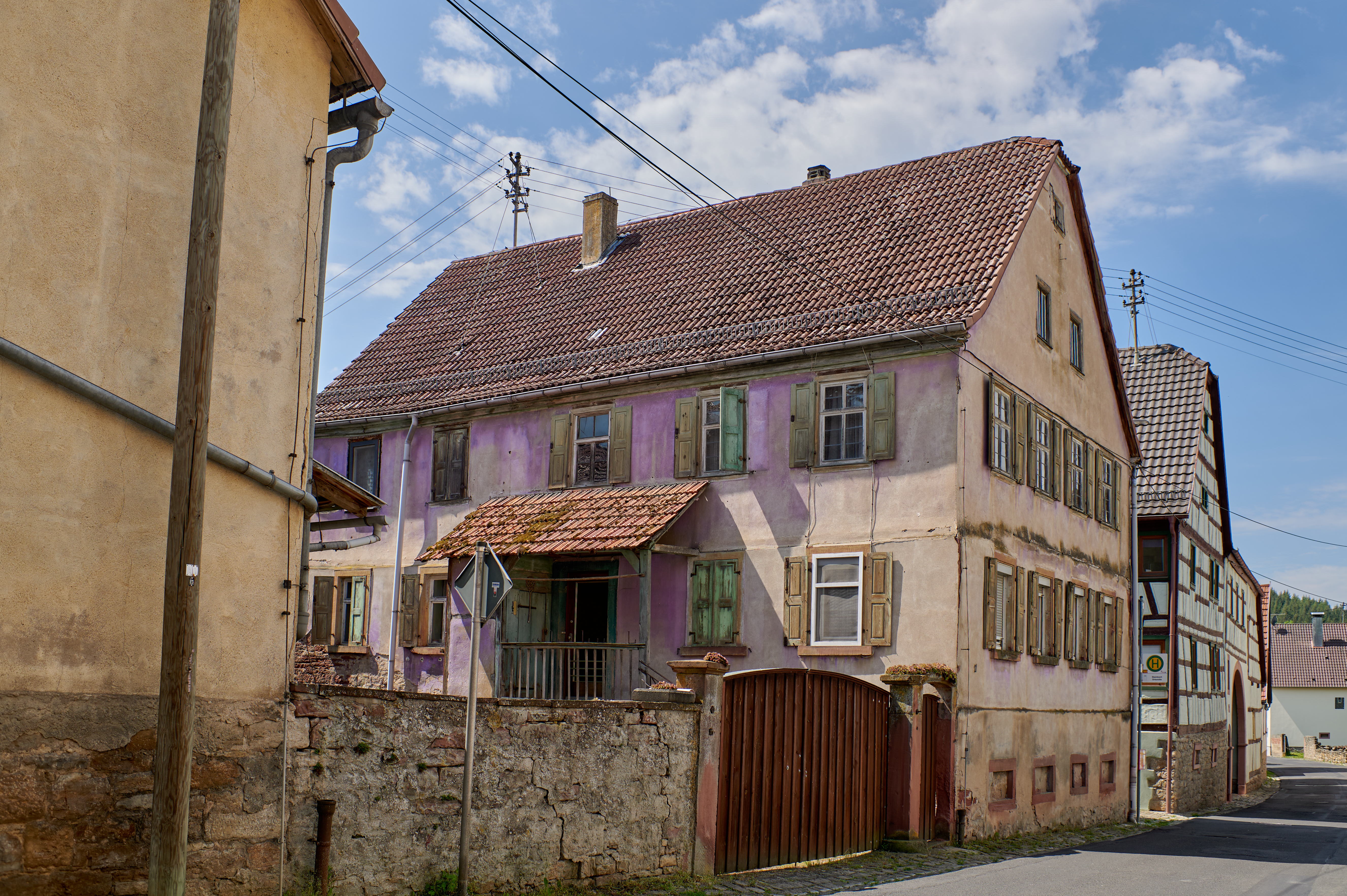
Zweigeschossiges Bauernhaus mit Krüppelwalmdach, erbaut 1842

## Veranstaltungen
Am letzten Juni-Wochenende findet auf dem Berg oberhalb des Dorfes das traditionelle Bergfest an drei Tagen von Samstag bis Montag statt.